# Palpita metallata
Palpita metallata is een vlinder uit de familie van de grasmotten (Crambidae), uit de onderfamilie van de Spilomelinae. De wetenschappelijke naam van deze soort is voor het eerst voorgesteld als Phalaena metallata door Johan Christian Fabricius in een publicatie uit 1781.

## Verspreiding
De soort komt voor in Gambia, Sierra Leone, Liberia, Ghana, Nigeria, Kameroen, Congo-Kinshasa, Oeganda, Kenia, Tanzania, Angola, Comoren en Madagaskar.

## Waardplanten
De rups leeft op Funtumia elastica (Apocynaceae).